# أمسك العلم
أمسك العلم (بالإنجليزية: Capture the flag)‏ هي لعبة تقليدية يتنافس فيها فريقان أو أكثر لكل منهم علم والهدف هو التقاط علم الفريق الأخر الموجود في قاعدة الفريق وإعادته بأمان إلى قاعدتهم الخاصة. يمكن وضع علامات على لاعبي الفريق الخصم واعتماداً على القوانين قد يكونون خارج اللعبة أو يتجمدون في مكانهم (السجن) حتى يتم تحريرهم من أعضاء فريقهم أو يصبحون أعضاء في الفريق المقابل أو يعودون إلى قاعدتهم الخاصة.